# زن زناکار (داستان کوتاه)
زن زناکار ( فرانسوی: La femme adultère‎   ) داستان کوتاهی از آلبر کامو است که در سال ۱۹۵۷ نوشته شده است. این اولین داستان کوتاه کتاب تبعید و سلطنت است.

## خلاصه داستان
داستان مربوط به یک زوج بدون فرزند، بنام ژانین و مارسل است که در الجزایر زندگی می کنند. داستان در منظر سوم شخص به دنبال وقایع زندگی جنین نوشته شده است. مارسل یک تاجر است و جانین دستیار اوست. این زوج که اصالتاً فرانسوی فرض می شوند، زندگی ای منزوی در الجزایر دارند و هیچ یک از آنها به زبان بومی که عربی است صحبت نمی کنند.